# Región de Baja Iberia

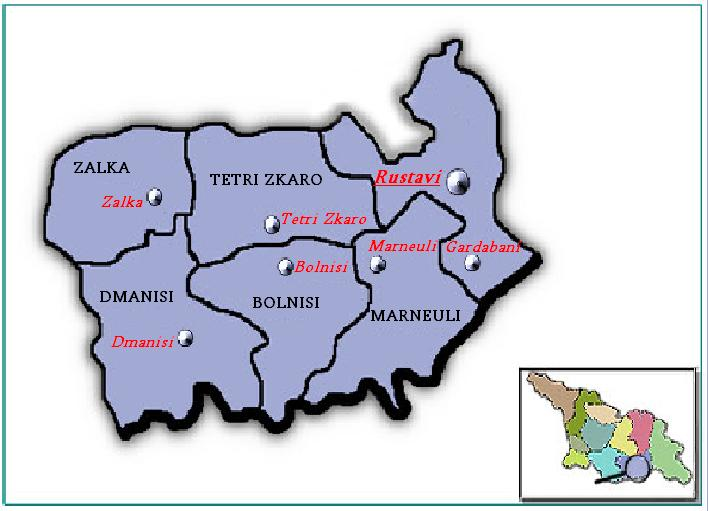
Distritos de Kvemo Kartli

La región de Baja Iberia (en georgiano: ქვემო ქართლი, Kvemo Kartli) es una de las nueve regiones administrativas (mjare) en que se organiza Georgia desde 1996, que se corresponde en gran medida con la región histórica del mismo nombre, localizada en la parte centromeridional del país. Comprende un territorio de 6528 km² y tenía una población en 2014 de 423 986 habitantes. La ciudad de Rustavi es la capital de la región.
- Datos: Q200048
- Multimedia: Kvemo Kartli / Q200048